# Tambor de marc

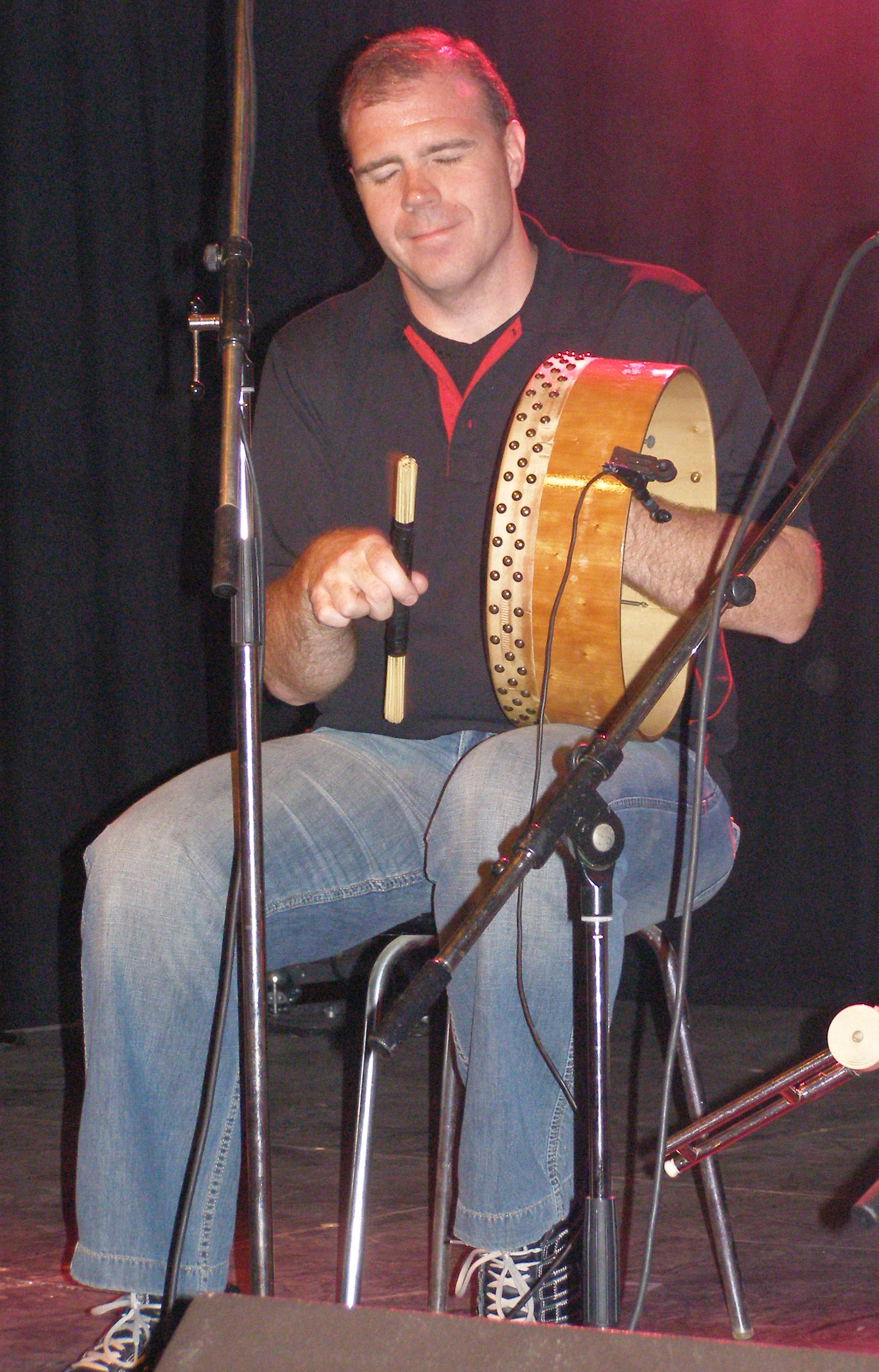
Músic tocant el bodhrán

Un tambor de marc és un tipus de tambor que té una única membrana, animal (mamífer, peix, rèptil) o sintètica, subjectada -per sistemes diversos- a un marc -quasi sempre circular- consistent en un cèrcol -sovint de fusta- El diàmetre varia de 5 cm a 1 m. Segons la definició de la classificació Hornbostel-Sachs, l'alçada del tambor és inferior a la meitat del diàmetre. la membrana pot estar feta de pell (és així en la gran majoria de tambors tradicionals) o d'algun material manufacturat. Alguns espècimens tenen algun giny que en permet l'afinació o si més no la tensió regulable de la membrana.
És el tipus de tambor més antic, i se'n troben exemples en moltes cultures i llocs. Possiblement tinguin el seu origen a l'Oest d'Àsia, tot i que no es descarta la poligènesi. El seu ús a Europa està datat en temps de l'imperi romà. Posteriorment arribaren de nou amb els àrabs. La similitud dels noms dels tambors de marc de diverses zones de cultura islàmica sembla acreditar una història comuna de tots aquests instruments emparentats.
Molts d'ells tenen fortes connotacions espirituals i d'entreteniment. N'és un exemple el tambor dels xamans entre els lapons.
Adopten moltes dimensions, formes, decoracions i detalls igualment diversos. Així, alguns es percudeixen amb la mà i altres amb una baqueta. Alguns tenen una o més cordes en contacte amb la membrana que modifica el so. Alguns altres, encara, afegeixen petits címbals en el marc, com en el cas de la pandereta.

## Tipus de tambors de marc
- Bendir (Nord d'Àfrica, Turquia)
- Bodhrán (Irlanda)
- Daf (Iran, Kurdistan, Azerbaidjan,Turquia, Orient mitjà)
- Dayereh (Pèrsia, Àsia central, Balcans)
- Timpan (Romania)
- Kanjira (Sud de l'Índia)
- Mazhar (Egipte)
- Pandeiro (Brasil)
- Pandereta (Puerto Rico)
- Pandero
- Ramana (Tailàndia)
- Ravann (Illes Maurici)
- Riq (Món àrab)
- Tamborim (Brasil)
- Pandereta
- Tamburello (Itàlia)
- Tammorra (Itàlia)
- Tar (Nord d'Àfrica)
- Timbrel